# 抗菌スペクトル

一般的な病原菌と作用する抗生物質を簡略図。

抗生物質の抗菌スペクトル（こうきんスペクトル、英：antimicrobial spectrum）は、その抗生物質が殺菌または静菌することができる微生物の範囲を意味する。抗生物質はその活性スペクトルから、広域スペクトル抗生物質、extended-spectrum antibiotics、狭域スペクトル抗生物質に分類される。広域スペクトル抗生物質は広範囲の微生物を殺菌または静菌することができ、 extended-spectrum antibioticはグラム陽性菌と一部のグラム陰性菌を殺菌または静菌することができ、狭域スペクトル抗生物質は限られた菌種のみを殺菌または静菌することができる。
現在のところ、抗菌スペクトルがすべての種類の微生物を完全にカバーできるものはない。

## 決定
抗生物質の抗菌スペクトルは、in vitroでさまざまな微生物に対する抗菌活性を試験することによって決定することができる。にもかかわらず、抗生物質がin vivoで殺菌たは静菌できる微生物の範囲は、in vitroで収集されたデータに基づく抗菌スペクトルと必ずしも一致しない。

## 意義
狭域スペクトル抗生物質は耐性菌を誘発する傾向が低く、正常な微生物叢を乱す可能性が低い。On the other hand, indiscriminate use of broad-spectrum antibiotics may not only induce the development of bacterial resistance and promote the emergency of multidrug-resistant organisms, but also cause off-target effects due to dysbiosis. また、下痢や発疹などの副作用がある場合もある。一般的に、広域スペクトル抗生物質はより多くの臨床適応を持つため、より広く使用されている。Healthcare Infection Control Practices Advisory Committee（HICPAC）は、可能な限り狭域スペクトル抗生物質の使用を推奨している。

## 例
- 広域スペクトル抗生物質：シプロフロキサシン、ドキシサイクリン、ミノサイクリン、テトラサイクリン[1]、イミペネム、アジスロマイシン
- Extended-spectrum antibiotic：アンピシリン[1]
- 狭域スペクトル抗生物質:サレサイクリン[10]、バンコマイシン、 イソニアジド[1]

## 関連記事
- 抗生物質
- メチシリン耐性黄色ブドウ球菌（MRSA）